# Джордж, Абрахам
Абрахам М. Джордж (англ. Abraham M. George; Тируванантапурам, Индия) — американо-индийский бизнесмен, учёный и филантроп. Абрахам основатель некоммерческой организации «The George Foundation» (TGF), посвященной благополучию и расширению прав и возможностей экономически и социально неблагополучных групп населения в Индии. Его фонд стал инициатором многочисленных проектов по снижению уровня бедности, повышению уровня образования и здравоохранения, предотвращению отравления свинцом, расширению прав и возможностей женщин и свободы прессы.
Также он является основателем организации Shanti Bhavan, бесплатной школы-интерната международных стандартов для детей из неблагополучных семей. В дополнение к своей благотворительной деятельности, Джордж в настоящее время является председателем «eMedexOnline LLC», медицинского диагностического программного обеспечения компании в Нью-Джерси, и адъюнкт-профессором в Школе бизнеса Стерна Нью-Йоркского университета.
Был признан одним из ведущих социальных предпринимателей в мире.

## Биография
Джордж родился и вырос в приморском городе Тируванантапурам, расположенном на западном побережье Индии. Он был вторым из четырёх детей в семье. В четырнадцать лет Джордж был принят в престижную Национальную академию обороны в Хадаквасле. Впоследствии он поступил в качестве второго лейтенанта в средний артиллерийский полк индийской армии.
На третьем году службы, он начал страдать от нарушения слуха, которое мучило его всю оставшуюся жизнь. Его состояние здоровья требовало специализированного хирургического вмешательства, но то время врачи в Индии не были обучены для лечения от нарушений слуха. К этому моменту, его мать была уже в Соединенных Штатах, работая в НАСА в качестве ученого-исследователя. Положение его матери предоставило ему возможность приехать в Америку, где он смог бы сделать операцию и начать новую жизнь.
Вскоре после своего переезда в США, Джордж посещал Школу бизнеса Штерна Нью-Йоркского университета в качестве аспиранта. Спустя некоторое время он получил американское гражданство. Абрахам специализировался в области развития экономики и международных финансов, и вскоре после завершения докторской работы, он решил стать учителем. Позже руководство «Chemical Bank» (в настоящее время часть JPMorgan Chase Bank), предложило ему работу в качестве директора банка.
Джордж работал в «Chemical Bank» в течение двух лет, пока в 1976 году не решил создать свою собственную компанию «Multinational Computer Models, Inc (MCM)», которая предлагала автоматизированные системы крупным транснациональным корпорациям. «МСМ» создало совместное предприятие с мировым инвестиционным банком «Credit Suisse First Boston», где Джордж работал в качестве главного консультанта. В 1998 году он продал «МСМ» компании «SunGard Data System».
В январе 1995 года Абрахам, после долгого отсутствия вернулся в Индию. Он хотел снизить уровень несправедливости и неравенства, с этой целью он создал некоммерческую благотворительную организацию «The George Foundation». А один из его новаторских проектов «Shanti Bhavan Residential School», предлагает образование мирового уровня и уход за детьми из беднейших слоев Индии.

## Награды
- Премия за социальное предпринимательство от Школе бизнеса Стерна Нью-Йоркского университета
- Премия «Дух Индии» от «American India Foundation»
- Премия «Hind Ratna»
- Премия «Millennium Awards»